# Eixe
Eixe ist ein Dorf und nordwestlicher Ortsteil der Stadt Peine im Landkreis Peine in Niedersachsen. Nordöstlich und nahe dem Ort verläuft die Bundesautobahn 2, südlich am Ort die Fuhse. Anlässlich der Gebietsreform wurde Eixe am 1. März 1974 nach Peine eingemeindet und ist seither ein Ortsteil der Ortschaft Vöhrum/Eixe/Landwehr.

## Geschichte
Erste urkundliche Erwähnung findet der Ort im Jahr 1181 als „Ekessem“; über „Eycse“ und „Eyksen“ wandelte sich der Name schließlich zu Eixe.

## Politik
Für Ortsrat und Ortsbürgermeister siehe Ortschaft Vöhrum/Eixe/Landwehr.

### Wappen
Das Wappen zeigt drei goldene Eichenblätter mit drei darunter angeordneten goldene Eicheln auf einem blauen Schild. Diese Symbole nehmen Bezug auf die angenommene Ursprungsbedeutung des Ortsnamens als „Eichenheim“. Die Farben Blau und Gold zeigen die Verbundenheit mit dem ehemaligen Herzogtum Braunschweig-Lüneburg an, dem der Ort über Jahrhunderte angehörte.
Das Wappen wurde am 25. Juni 1951 vom niedersächsischen Innenminister bewilligt, der Entwurf stammt von Rudolf Dehnke.

## Kultur und Sehenswürdigkeiten
- Im Ort befinden sich die Eixer Mühle und die Berger Mühle. Die an der Fuhse gelegenen beiden Wassermühlen sind heute nicht mehr in Betrieb. Lediglich das Wehr findet noch Verwendung zur Steuerung des Wasserstandes. Seit dem Frühjahr 2011 ist die Eixer Mühle Station der „Niedersächsischen Mühlenstraße“.
- Die evangelische Kirche am alten Friedhof war ursprünglich ein Fachwerkbau aus dem 18. Jahrhundert. 1933 wurden die Wände als Backsteinwände neu errichtet und verputzt.
- Der Eixer See ist ein ehemaliger Kiesteich, der zum Peiner Naherholungsangebot mit Strandbad und DLRG-Wachstation entwickelt wurde.

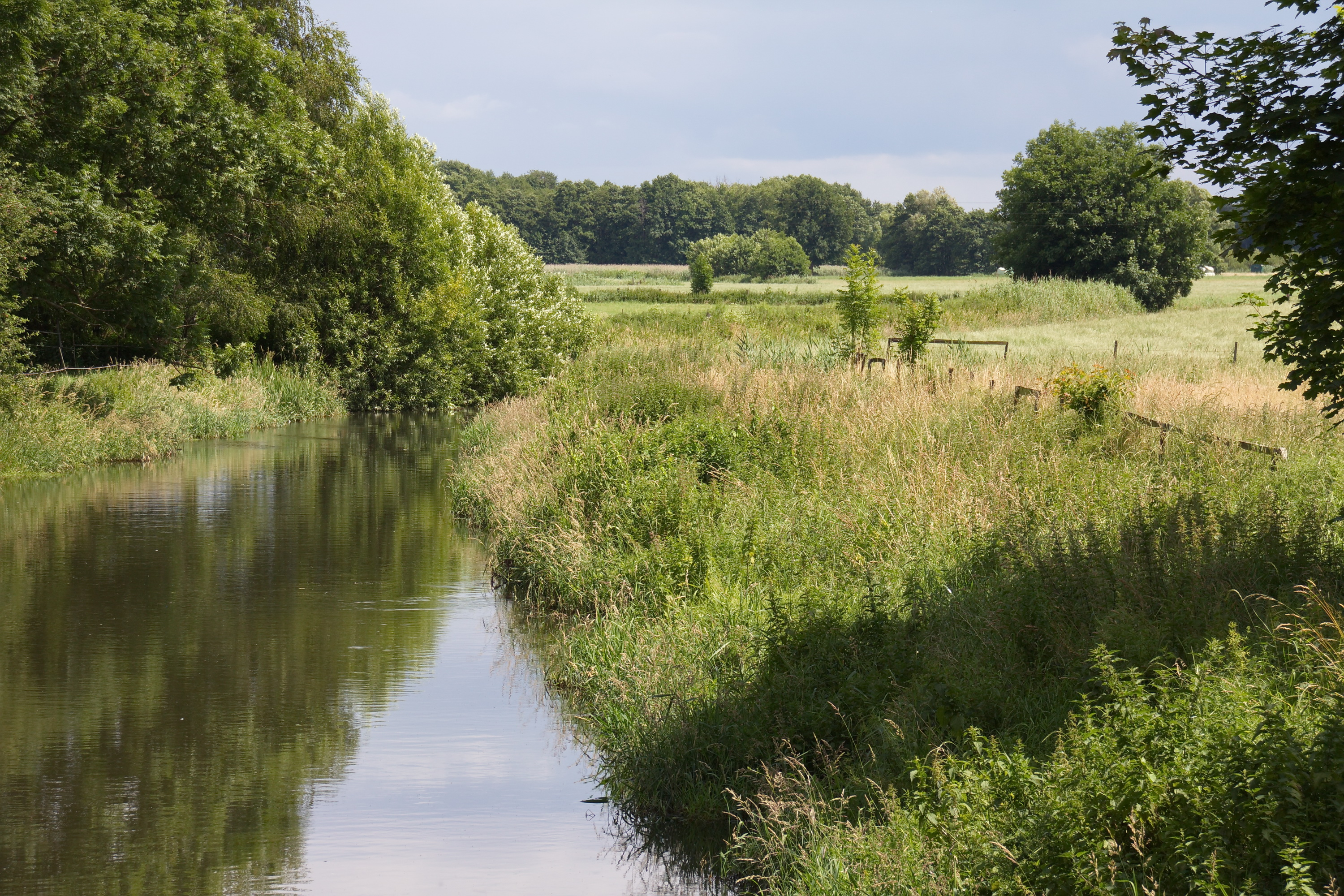
Naturschutzgebiet Fuhsetal bei Eixe
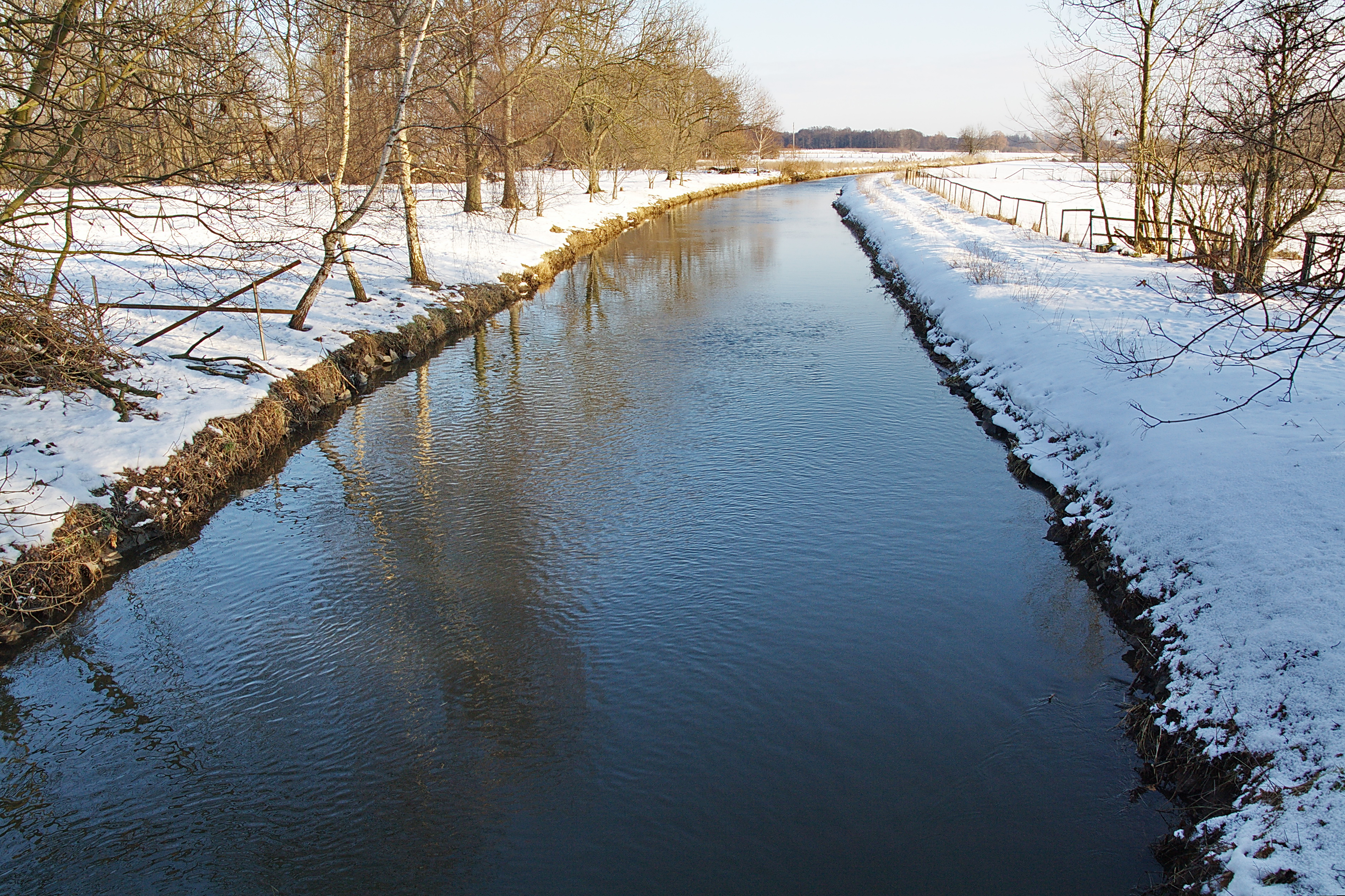
Fuhse an der Berger Mühle
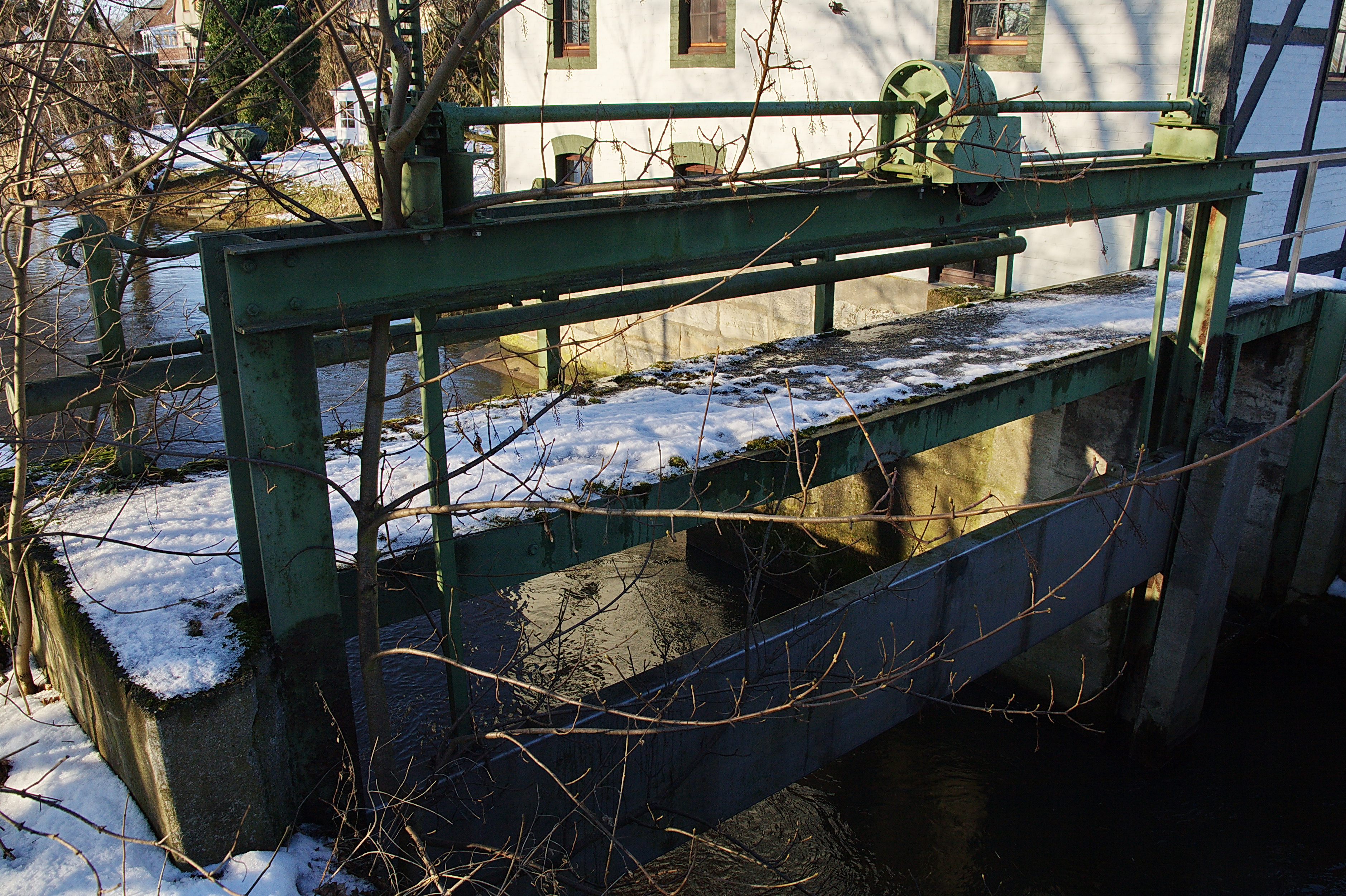
Wehr an der Mühle
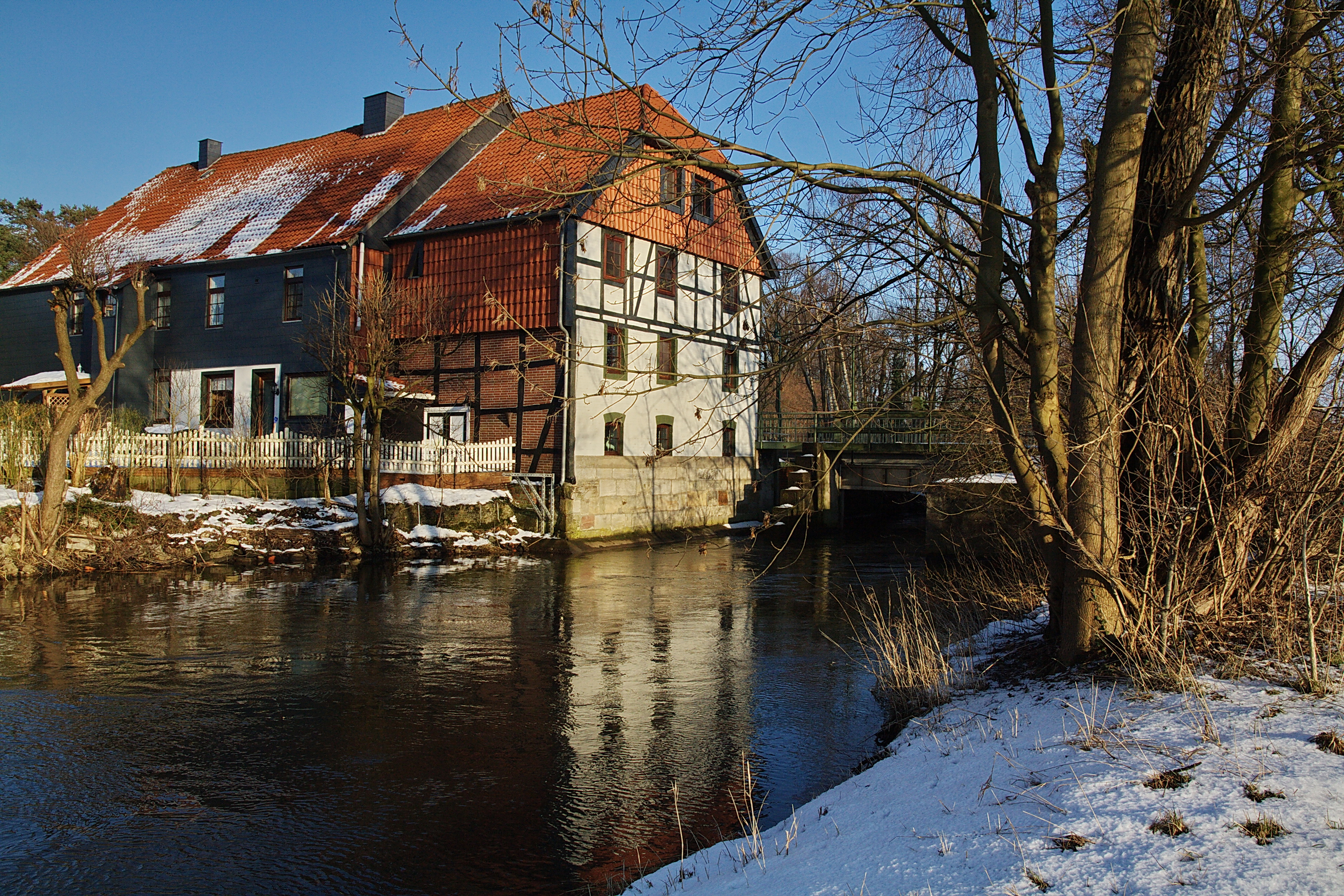
Berger Wassermühle
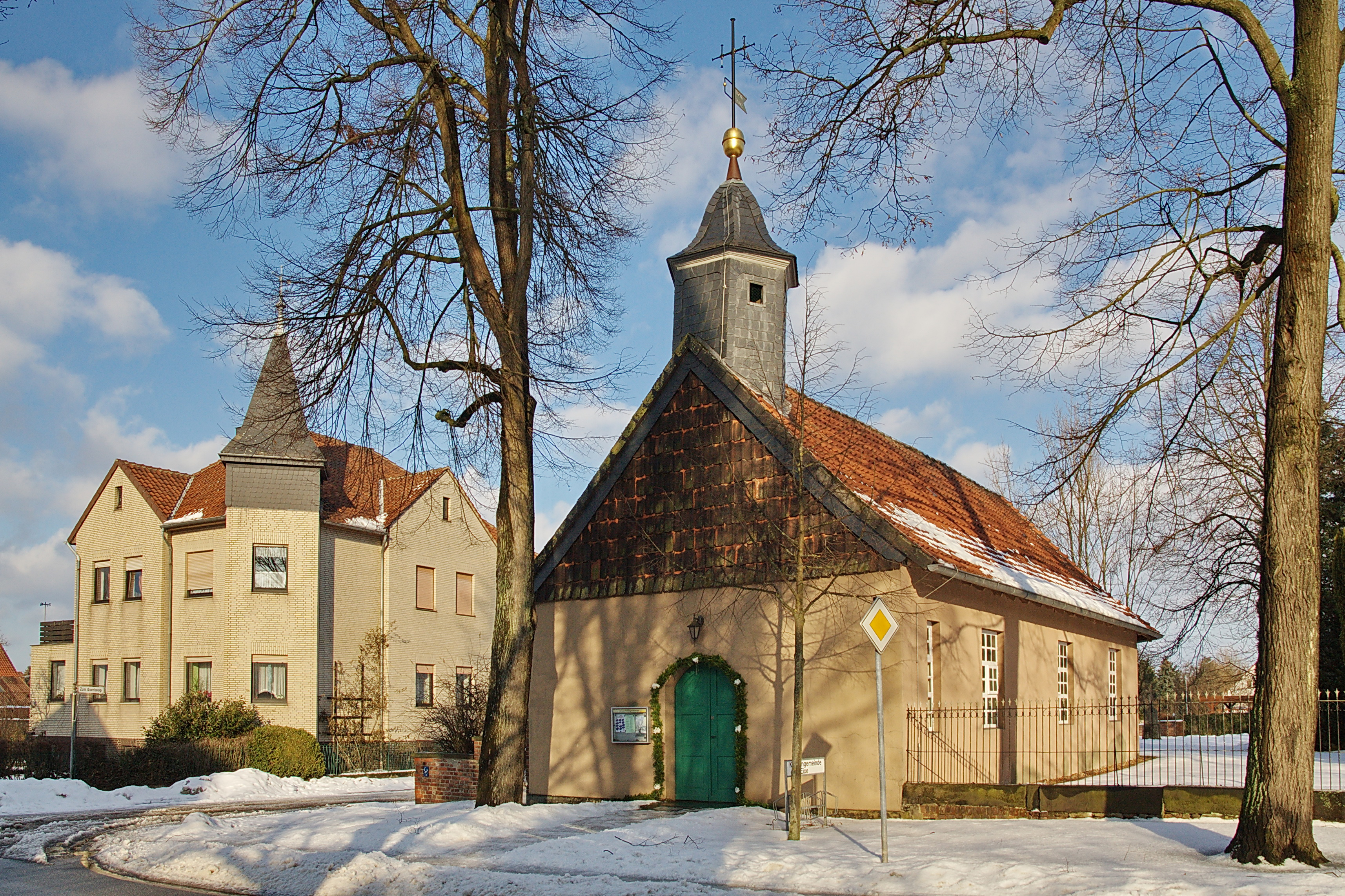
Kirche am Alten Friedhof

### Persönlichkeiten
- Leo Johnen (1901–1989), Politiker und Mitglied des Niedersächsischen Landtages.
- Richard Langeheine (1900–1995) war ein in Eixe geborener Politiker, u. a. niedersächsischer Justiz- und Kultusminister (DP, GDP, CDU).